# 205 Trophée
 (juillet 2025).
Motif : Insuffisamment de sources secondaires démontrant le notoriété requise pour un article Cf WP:CAA et WP:NPER
- Archive Wikiwix
- Bing
- Cairn
- DuckDuckGo
- E. Universalis
- Gallica
- Google
- G. Books
- G. News
- G. Scholar
- Persée
- Qwant
- (zh) Baidu
- (ru) Yandex
- (wd) trouver des œuvres sur Wikidata

| 1. | Préciser le motif de la pose du bandeau. | Précisez le motif de la pose du bandeau en utilisant la syntaxe suivante : {{admissibilité à vérifier\|date=juillet 2025\|motif=remplacez ce texte par le motif}}                |
| 2. | Informer les utilisateurs concernés.     | Pensez à avertir le créateur de l'article, par exemple, en insérant le code ci-dessous sur sa page de discussion : {{subst:avertissement admissibilité à vérifier\|205 Trophée}} |

Le 205 Trophée est un raid automobile, réalisé exclusivement en Peugeot 205, créé en 2007. L'événement se déroule une fois par an au Maroc, durant le mois d'avril. Il s'agit d'une épreuve d'orientation modifiée chaque année. L'action humanitaire du 205 Trophée vise à soutenir des personnes vivant dans des conditions particulièrement difficiles (isolement, climat aride, pauvreté, exclusion...).